# Mac Danzig
Mac Danzig, född 2 januari 1980 i Pittsburgh, USA, är en amerikansk professionell MMA-utövare. Danzig vann The Ultimate Fighter säsong 6 inom lättviktsdivisionen, då han även blev känd för allmänheten.
Danzig är sedan 2004 vegan, och ägnar sig även åt djurrättsfrågor.